# Jobst Schultheiss
Jobst Schultheiss (* 1. August 1802 in Erlangen; † 21. März 1865 in Berlin) war ein Berliner Bierwirt. Die Biermarke Schultheiss ist nach ihm benannt.

## Leben
Schultheiss war als Kaufmann sowie Hut- und Schirmfabrikant in der Brüderstraße 35 in Berlin ansässig.
1853 übernahm er die Leitung der 1842 von dem Apotheker August Heinrich Prell († 1853) gegründeten Brauerei Prell in der Neuen Jakobstraße 26. Das dort im Keller hergestellte „bairische Bier untergäriger Brauart“ wurde vor Ort in einem Ausschank angeboten, dem nach der Übernahme der Name Zum Schultheiss-Bräu gegeben wurde. Trotz 35 weiterer Brauereien im Berliner Raum lief der Absatz so gut, dass neue Kühl- und Lagerkeller in der Schönhauser Allee 39 an der Stelle der heutigen Kulturbrauerei, die von dem Landwirt und Braumeister J. E. Wagner 1843/44 eingerichtet worden waren, erworben wurden. Für den Braubetrieb gewann Schultheiss den Braumeister Johann Mathias Beck, der zuvor in der Vilain'schen Brauerei in der Hasenheide 32/38 gearbeitet hatte.
Nach dem Tod des Apothekers 1863 übernahm Schultheiss das Unternehmen vollständig und gab ihm den bis heute bekannten Namen. Trotz der geringen Erfahrung im Brauereiwesen, die Schultheiss hatte, entwickelte sich sein Betrieb zur bedeutendsten Berliner Bierbrauerei. So erzeugte das Unternehmen bereits 1860 1/7 der gesamten Bierproduktion in Berlin. 1862 erwarb Schultheiss in der Neuen Jakobstraße die beiden Nachbarhäuser des „Prellschen Stammhauses“ (Hausnummern 24 und 25) und richtete dort ein Gartenlokal ein. Auch am Standort der Lagerkeller in der Schönhauser Allee 39 wurde ein Ausschank eröffnet und kontinuierlich ausgebaut.
Im Mai 1864 verkaufte Schultheiss nach einer schweren Erkrankung für 210.000 Taler seine Brauerei an Adolf Roesicke.